# Caprimulgus ruficollis
El chotacabras cuellirrojo o chotacabras pardo (Caprimulgus ruficollis) es una especie de ave Caprimulgiforme de la familia Caprimulgidae que cría en la península ibérica y el Magreb septentrional, y pasa el invierno en África occidental.

## Descripción
Es un ave de plumaje y comportamiento críptico, con alas y cola largas y las patas cortas. Su cabeza es ancha y aplanada, tiene un pico corto de color negruzco, aunque su boca abierta es enorme, y está flanqueada de cerdas fuertes y desarrolladas, que le ayudan a atrapar los insectos voladores. Además tiene unos ojos proporcionalmente grandes y de color negro. El chotacabras cuellirrojo mide entre 30 y 32 cm de largo, de los cuales 16 cm llegan a corresponder a la cola, y tiene una envergadura alar de entre 65 y 68 cm.
En el plumaje de sus partes superiores se entremezclan los tonos pardos, castaños y grisáceos, con veteado negro en las plumas escapulares, el manto y el píleo. Presenta un ancho semicollar de color canela rojizo en la parte frontal y una banda rojiza más estrecha en la nuca, y bigoteras blancas. Los adultos además tienen una mancha blanca en la garganta, normalmente dividida en dos. Sus partes inferiores son de color castaño claro con listado pardo. El plumaje de ambos sexos es similar, aunque pueden diferenciarse por el tamaño de las manchas blancas que tienen en la parte media de las primarias y la punta de las rémiges exteriores, que en los machos son de mayor tamaño. Los juveniles son de tonos más grisáceos, carecen de las manchas blancas de la garganta y las manchas blancas de alas y cola son más pequeñas que las de las hembras.
El chotacabras cuellirrojo se diferencia del chotacabras europeo (Caprimulgus europaeus) por su mayor tamaño y por tener la cola más larga, y por el collar rojizo que le rodea la parte frontal de su cuello. El plumaje del chotacabras cuellirrojo en general es de tonos más cálidos.
En vuelo presenta una silueta característica, que recuerda a un gran vencejo, con vuelo silencioso y a baja altura. Al volar parece más pálido y rojizo que el chotacabras europeo y se aprecia su mayor tamaño.

## Taxonomía y etimología
Los chotacabras pertenecen a la familia Caprimulgidae un grupo de aves principalmente nocturnas e insectívoras distribuidas por la mayor parte del mundo. Caprimulgus es su género más numeroso y extendido. Sus miembros se caracterizan por tener cerdas alrededor del pico, alas largas y estrechas, plumaje con patrones miméticos y las uñas de las garras medias con protuberancias en forma de peine en la parte superior que usan para acicalarse. Los machos suelen tener manchas blancas en las alas y la cola, y como en este caso también algunas hembras. Dentro de su género el chotacabras cuellirrojo está más cercanamente emparentado con los chotacabras africanos que con el chotacabras europeo.
El chotacabras cuellirrojo fue descrito científicamente por el zoólogo neerlandés Coenraad Jacob Temminck en 1820, con su nombre científico actual. Caprimulgus deriva de la combinación de las palabras latinas capra «cabra» y mulgere «ordeñar», en referencia a una antigua creencia sobre que los chotacabras mamaban de las cabras; una etimología similar a la de su nombre común en español, chotacabras: «chotar» es un término arcaico que procede del latín suctare y significa «mamar». Por su parte, el nombre de su especie, ruficollis es la combinación de las palabras latinas rufus «rufo» y collis «cuello».
Se describen dos subespecies:
- Caprimulgus ruficolis ruficolis - subespecie nominal que cría en la península ibérica y el norte de Marruecos;
- Caprimulgus ruficolis desertorum - de plumaje más pálido, gris plateado y rojizo o beige y con menos veteado negro en las partes superiores del plumaje y las inferiores más claras, que cría únicamente en Marruecos oriental, Argelia y Túnez.

## Distribución y hábitat
Su área de cría se reduce al extremo suroccidental del Holártico. En Europa cría únicamente la península ibérica (concentrado especialmente en sus dos tercios meridionales donde coincide menos con el chotacabras europeo) y el noroeste de África, distribuido solamente por el norte de Marruecos, Argelia y Túnez. Tras la época de cría migra atravesando el desierto del Sahara para llegar al sur de Mauritania y Mali, además de Senegal y regiones circundantes.
Sus hábitats naturales son las zonas de matorral mediterráneo, los bosques abiertos secos, las regiones semidesérticas e incluso los eriales arenosos. La especie presenta requerimientos múltiples de hábitat durante el periodo reproductor, pues utiliza hábitats diferentes para la reproducción, la alimentación y el descanso y, por ello, se ve favorecida por hábitats en forma de mosaico, donde tienen que realizar desplazamientos más cortos para alcanzar distintos tipo de hábitats.

## Comportamiento

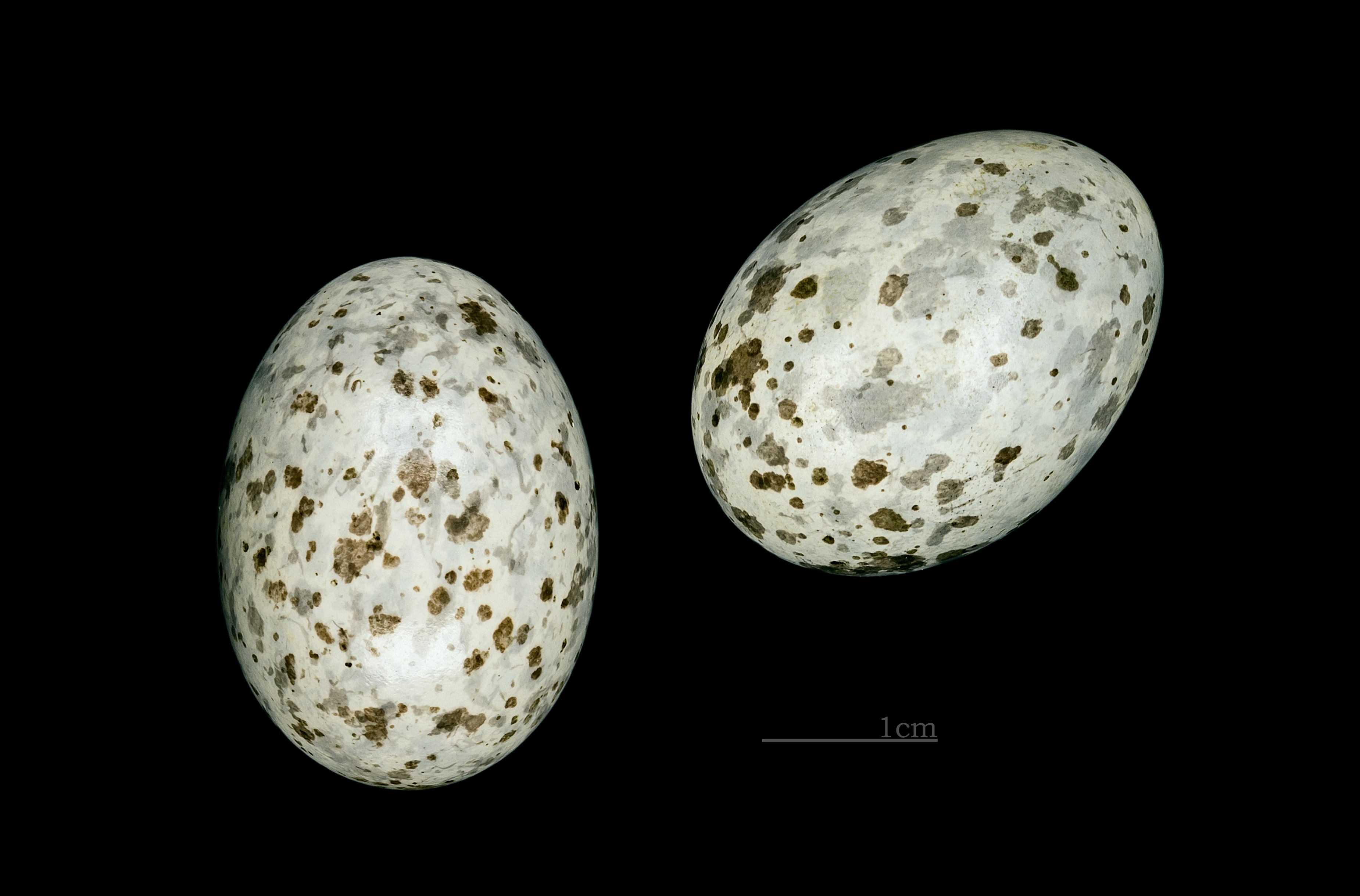
Huevos de Caprimulgus ruficollis.

Es un ave de hábitos crepusculares y nocturnos que pasa el día durmiendo escondido en el suelo o posado horizontalmente en alguna rama baja. Por la noche, acude a espacios abiertos para alimentarse. Muy frecuentemente, utiliza la superficie de caminos y carreteras como plataforma de caza y como mecanismo de termorregulación.
Se alimenta de insectos voladores que caza al vuelo en sus pasadas rasantes con la boca abierta, aunque también puede lanzarse a atraparlos partiendo de un posadero. Los chotacabras afrontan un riesgo de depredación elevado mientras se alimentan, porque al encontrarse posados sobre el suelo en espacios abiertos resultan accesibles y fáciles de detectar para los depredadores terrestres. Para minimizar el riesgo de depredación, los chotacabras se sirven de la protección que ofrece la vegetación de cuneta presente en los caminos y carreteras que usan para alimentarse. En concreto, cuando el riesgo de depredación es elevado, tienden a posarse en el suelo muy próximos a árboles y arbustos de porte medio o alto que actúan como barrera frente al ataque de zorros y jabalíes.

## Migración
El chotacabras pardo es un ave netamente migradora. Llega a la península ibérica en el mes de abril, principalmente a finales de este mes. Su migración nocturna ha sido poco observada y la presencia de estas aves en la costa occidental de Marruecos, en El Aaiún y en el borde septentrional del Sáhara también en mayo, demuestra que muchos ejemplares no llegan a la península antes de la mitad de ese mes.

## Reproducción
El cortejo, al igual que en el chotacabras europeo, se inicia con una serie de cortos vuelos de exhibición por parte de los machos, que muestran así a las hembras las prominentes manchas blancas de las alas. El macho palmea con las alas doce o más veces mientras sobrevuela a la hembra. Bajo las alas, los chotacabras muestran un pigmento que produce fluorescencia de color rosa brillante al ser estimulado con luz ultravioleta y que se cree podría estar implicado en la comunicación durante el cortejo.
El chotacabras pardo no construye nido alguno, limitándose a hacer la puesta directamente en el suelo desnudo, a menudo aprovechando una ligera depresión. Las puestas se componen normalmente de dos huevos y, ocasionalmente, de uno solo. Siente preferencia por zonas arenosas y es frecuente que junto a los huevos haya algún trozo de madera seca, costumbre similar a la otra especie.
El color de los huevos es variable y siempre muy críptico, confundiéndose fácilmente con guijarros. En general son elípticos y brillantes de color blanco grisáceo, con puntos y manchitas pardas o amarillentas e incluso verdosas o plomizas. Esta especie puede llegar a realizar dos puestas, entre principio de mayo y finales de agosto. Las segundas puestas y puestas de sustitución tras pérdida de la primera puesta podrían ser responsables del prolongado periodo en que pueden encontrarse nidos con huevos (mayo-septiembre) y volantones (hasta mediados de octubre) en algunas poblaciones del SO de España.

## Amenazas
Las amenazas más importantes son la destrucción y transformación del hábitat, la falta de alimento a causa de los plaguicidas, el atropello por automóviles, choque contra cercas cinegéticas, y labores mecánicas agrícolas en cultivos con arbolado. Posiblemente tiene también problemas en sus áreas de invernada.